# Alternaria tenuissima
|  | Dieser Artikel wurde aufgrund von formalen oder inhaltlichen Mängeln in der Qualitätssicherung Biologie zur Verbesserung eingetragen. Dies geschieht, um die Qualität der Biologie-Artikel auf ein akzeptables Niveau zu bringen. Bitte hilf mit, diesen Artikel zu verbessern! Artikel, die nicht signifikant verbessert werden, können gegebenenfalls gelöscht werden. Lies dazu auch die näheren Informationen in den Mindestanforderungen an Biologie-Artikel. |

Alternaria tenuissima ist ein saprophytischer Schimmelpilz genauer, ein Schwärzepilz und opportunistischer Pflanzenpathogen. Er ist weltweit verbreitet und kann eine breite Palette von Pflanzenwirten besiedeln. Kolonien von A. tenuissima produzieren auf Agar-Wachstumsmedien Ketten. Der Pilz bildet oft konzentrische Ringmuster auf infizierten Pflanzenblättern. Diese Art produziert das Allergen Alt a 1, eines der wichtigsten saisonalen Außenallergene, das mit Allergie- und Asthmaauslösung in Verbindung gebracht wird. Es besiedelt häufig Heidelbeeren Tomaten, Weinreben und Erdbeeren. Es wurde auch auf mehreren Getreidearten gefunden. Optimales Wachstum tritt zwischen 25 und 30 °C auf. Obwohl der Pilz normalerweise ein opportunistischer Pathogen von Pflanzen ist, wurden vereinzelte Fälle von Hautinfektionen bei immungeschwächten Personen berichtet.
Der Pilz wurde zunächst von Gustav Kunze (als Helminthosporium tenuissimum) beschrieben, erhielt aber seinen genauen Namen von Samuel Paul Wiltshire im Jahr 1933. In lateinischer Sprache bedeutet 'tenuissimum' 'sehr dünn' oder 'am dünnsten'.
Die von Alternaria tenuissima gebildeten Mykotoxine sind seine Metaboliten Tenuazonsäure, mit insektizider Wirkung, Altenuen, das pflanzenpathogene Tentoxin und Alternariol.